# Ирменгарда (герцогиня Лимбурга)
Ирменгарда (фр. Ermengarde de Limbourg, нем. Irmgard von Limburg; (ок. 1250 — июнь 1283, Гревенталь) — герцогиня Лимбурга, дочь Валерана IV, герцога Лимбурга и графа Арлона, и Юдит Клевской, дочери Дитриха V, графа Клеве, и Гедвиги фон Веттин, последняя представительница Лимбурского дома

## Биография
Ирменгарда унаследовала владения отца после его смерти в 1279 году и правила вместе со своим мужем Рено I, графом Гелдерна. Она умерла в 1283 году бездетной. При поддержке императора Рудольфа Габсбурга, владения Ирменгарды достались её мужу, однако претензии на герцогство имели и другие претенденты, в результате чего началась война за Лимбургское наследство. Шестилетняя война закончилась битвой при Воррингене 5 июня 1288, а 1 сентября того же года герцог Брабанта Жан I присоединил к своим владениям Лимбург.

## Брак и дети
Муж: с 1276 Рено I (ок. 1255 — 9 октября 1326), граф Гелдерна и Цютфена с 1271, герцог Лимбурга 1279—1288. Детей не было.